# Plućna hipertenzija
Plućna hipertenzija je naziv za stanje povišenog krvnog tlaka u krvnim žilama plućnog krvotoka (plućne arterije, vene i kapilare). Plućna hipertenzija se definira kao srednji tlak u plućnoj arteriji veći ili jednak 25 mmHg u mirovanju, procijenjen kateterizacijom desnog srca. 
Prema uzroku dijeli se na primarnu kojoj uzrok nije poznat, te sekundarnu koja nastaje zbog bolesti drugih organa (najčešće pluća i srca).

## Simptomi
Plućna hipertenzija praćena je nespecifičnim simptomima kao što su zaduha, umor, sinkopa, vrtoglavica, omaglice.

## Klasifikacija

### Klinička klasifikacija (Dana Point 2008)
1. plućna arterijska hipertenzija (PAH)
- idiopatska
- nasljedna
  - BMPR2 (engl.: bone morphogenetic protein receptor tip 2)
  - ALK1 (engl.: acitivin receptor like kinase 1 gene)
  - nepoznat
- inducirana ljekovima ili toksinima
- plućna hipertenzija udružena sa:
  - bolestima vezivnih tkiva
  - HIV infekcijom
  - portalnom hipertenzijom
  - prirođenom srčanom manom
  - šistosomijazom
  - kroničnom hemolitičnom anemijom
- perizstetna pulćna hipertenzija novorođenčadi

1. plućna venookluzivna bolest i/ili plućna kapilarna hemangiomatoza
2. plućna hipertenzija zbog bolesti lijevog srca
- sistolička disfunkcija
- dijastolička disfunkcija
- bolesti srčanih zalistaka

3. plućna hipertenzija zbog bolesti pluća i/ili hipoksije
- KOPB
- intersticijske bolesti pluća
- ostale plućne bolesti miješanog restriktivnog i opstruktivnog karaktera
- poremećaji disanja u snu
- poremećaji hipoventilacije alveola
- kronična izloženost visinama
- razvojni poremećaji

4. kronična tromboembolijska plućna hipertenzija
5. plućna hipertenzija nejasnog ili/i višefaktornog mehanizma
- hematološki poremećaji: mijeloprofilerativni poremećaji, splenektomija
- sistemski poremećaji: sarkoidoza, plućna histiocitoza Langerhansovih stanica, limfoangioleiomiomatoza, neurofibromatoza, vaskulitis
- metabolički poremećaji: bolesti pohrane glikogena, Gaucherova bolest, poremećaji štitnjače
- ostali: opstrukcija tumorom, fibrozirajući medijastinitis, kronično bubrežno zatajenje na dijalizi.

## Liječenje
U liječenju plućne hipertenzije, uz liječenje osnovnog uzroka, ako je poznat, koriste se i lijekovi vazodilatatori (kisik, prostaciklini, NO, inhibitori kalcijskih kanala).